# Euxoa claromonta
Euxoa claromonta är en fjärilsart som beskrevs av Smith 1906. Euxoa claromonta ingår i släktet Euxoa och familjen nattflyn. Inga underarter finns listade i Catalogue of Life.